# Ctenus lejeunei
Ctenus lejeunei är en spindelart som beskrevs av Benoit 1977. Ctenus lejeunei ingår i släktet Ctenus och familjen Ctenidae.
Artens utbredningsområde är Kongo. Inga underarter finns listade i Catalogue of Life.